# えるく
株式会社えるくは、愛媛県松山市に本社を置き、愛媛県内を営業区域とする協同組合エヌシー日商連系の金融・信販会社。
略称である『ERC』とは、Ehime Reliance Card.Incの頭文字から取ったものである。

## 概要
愛媛県在住者に対して、プロバーカードである「えるくカード」のほか、「えるくDCVISAカード」・「えるくVISAカード」の発行を行っていた。さらに、キャッシング専用カード「えるくONE」カードの発行を行っている。
また、愛媛県内の営業エリアを生かし、各社との提携カードを多く取り扱っていた。

## 沿革
- 1950年9月 - 設立[2]。
- 2023年8月31日 - クレジットカードの取扱を終了した[3]。

## 事業所[2]
- 本社 - 愛媛県松山市千舟町三丁目3番地8
- 東京支店 - 東京都千代田区富士見2丁目2-3 ドーム飯田橋ビル6階
- 大阪支店 - 大阪府吹田市広芝町4－34　江坂第一ビル4階
- 福岡支店 - 福岡県福岡市博多区博多駅東1丁目11番15号 博多駅東口ビル3階